# Pierre III d'Alexandrie
 (mai 2011).
Si vous disposez d'ouvrages ou d'articles de référence ou si vous connaissez des sites web de qualité traitant du thème abordé ici, merci de compléter l'article en donnant les références utiles à sa vérifiabilité et en les liant à la section « Notes et références ».
Pierre III, dit Pierre Monge (en grec μογγός, « à la voix rauque ») fut patriarche d'Alexandrie, pour les monophysites, du 31 juillet au 4 septembre 477 et pour les autorités byzantines de décembre 482 à sa mort le 29 octobre 490

## Biographie
Diacre de l'Église d'Alexandrie et farouche opposant au concile de Chalcédoine, il fut à partir de 457 l'un des collaborateurs du patriarche monophysite Timothée Élure. Quand celui-ci mourut, le 31 juillet 477, le parti s'empressa d'introniser, le jour même, Pierre Monge comme son remplaçant. Mais l'empereur Zénon imposa par la force (4 septembre) le rétablissement de Timothée Salophaciole, que les monophysites, profitant de l'usurpation de Basiliscus, avaient renversé en 475. Pierre Monge dut s'enfuir et entra dans la clandestinité.
Le 28 juin 482, l'empereur Zénon et le patriarche de Constantinople Acace promulguèrent l'Hénotique (l'« Édit d'Union ») : la réunification des Églises devait se faire par la mise entre parenthèses du concile de Chalcédoine, que chacun pouvait interpréter à sa guise. Le successeur de Timothée Salophaciole, Jean Talaia, ferme partisan du concile, refusa de souscrire à l'Hénotique —ce qui allait d'ailleurs dans le sens de la réunification— et fut évincé  : Pierre Monge, quant à lui, ayant accepté de signer, fut officiellement nommé patriarche (décembre 482). Dès lors, et jusqu’en 536, tous les patriarches alexandrins furent monophysites.  
Jean Talaia se rendit à Rome, où il fut accueilli par le pape Félix III ; celui-ci organisa un concile qui dénonça l'Hénotique et excommunia aussi bien Acace de Constantinople que Pierre Monge (484). La rupture entre Rome et Constantinople dura 35 ans.
Pierre Monge et son collègue Pierre le Foulon, patriarche d'Antioche, considérés comme les chefs du parti monophysite, interprétaient ouvertement l'Hénotique comme une annulation pure et simple du concile de Chalcédoine, et acceptaient par cet acte d'entrer en communion avec l'Église byzantine ; celle-ci, cependant, restait chalcédonienne, et certains monophysites extrémistes refusèrent alors de suivre leurs chefs, on les appela les Acéphales (les « sans chef »).
Pierre Monge entra également en conflit avec les milieux païens d'Alexandrie, notamment parmi les professeurs et les étudiants des écoles. Vers 485, il dénonça l'existence, révélée par des étudiants chrétiens, d'un temple clandestin d'Isis à Canope, et exigea une enquête et des persécutions. Selon Zacharie le Rhéteur, qui raconte l'histoire dans la Vie de Sévère d'Antioche, et qui en fut témoin oculaire, le préfet Entrechius était secrètement païen, et son adjoint l'était ouvertement. Ce fut pour Pierre Monge l'occasion de faire autour de lui l'unité des chrétiens. Damascios, dans son Histoire philosophique, accuse le philosophe Ammonios d'Hermias d'avoir trahi des collègues païens en révélant l'endroit où ils se cachaient, et d'avoir passé un accord honteux avec Pierre Monge.  

### Éditions
- Coptic Monument of the Theological Controversy of the End of the Fifth Century. The Correspondence between Archbishop Peter Mongus of Alexandria and Archbishop Acacius of Constantinople. A Critical Edition, Translation from Coptic, Preface and Notes by A. A. Morozov, Corpus of Christian Texts and Researches (The Supplement to the Journal «Bible and Christian Antiquity») 2, Series Coptic Texts and Studies 1, Sergiev Posad 2022, 212 p. (in Russian)